# Maddi Wesche
Maddison-Lee "Maddi" Wesche, född 13 juni 1999 i Auckland, är en nyzeeländsk friidrottare som tävlar i kulstötning.

## Karriär
Maddi Wesche tilldelades som "kommande talang" år 2019 Halberg Award. Vid OS 2020 placerade hon sig på en sjätteplats i kulfinalen. Vid OS 2024 tog hon silver i samma gren.